# Ludowieka Hoogzaad
Ludowieka Victoria Hoogzaad –conocida como Wieke Hoogzaad– (Dordrecht, 29 de junio de 1970) es una deportista neerlandesa que compitió en triatlón. Ganó una medalla de oro en el Campeonato Europeo de Triatlón de 1998.

## Palmarés internacional
| Campeonato Europeo | Campeonato Europeo | Campeonato Europeo | Campeonato Europeo |
| Año                | Lugar              | Medalla            | Prueba             |
| ------------------ | ------------------ | ------------------ | ------------------ |
| 1998               | Velden (Austria)   | Medalla de oro     | Individual         |